# Сільвія Ерл
Сільвія Еліс Ерл (англ. Sylvia Alice Earle; 30 серпня 1935, Гібстаун, Нью-Джерсі) — американський біоокеанолог та еколог, громадська діячка, «відомий піонер глибоководних досліджень і збереження моря». Здійснила більш ніж ста експедицій по всьому світу та 7 тис. годин особистих підводних занурень (тобто майже рік). У 1979 році встановила світовий рекорд одиночного глибоководного занурення (1 км). Саме у зв'язку з останнім її прозвали «Her Deepness». У 2000 році Бібліотека Конгресу визнала її «Живою легендою» (Living Legend), тоді ж вона була введена у Національну залу слави жінок, а двома роками раніше, у 1998 році, журнал «Тайм» назвав її першим «Героєм планети» (Hero for the Planet).
Шеф-вчена Національного управління океанічних і атмосферних досліджень (NOAA) у 1990—1992 роках, нині вона співробітниця Національного географічного товариства (з 1998). Засновниця Sylvia Earle Alliance (2008) / Mission Blue (2009) і Deep Ocean Exploration and Research Inc. (у 1992 р.). Удостоєна багатьох нагород, у тому числі високопрестижних і міжнародних, серед яких, зокрема, Hubbard Medal (2013) та премія принцеси Астурійської (2018).
Доктор Ерл не втомлюється нагадувати нам, що якщо ми не подбаємо про світовий океан, то ми просто перестанемо існувати. «Ми повинні дбати про природу так, як ніби від цього залежать наші життя. Тому що це дійсно так», — каже вона. Її зусилля спрямовані на те, щоб до 2020 року морські заповідники покривали 20 % території світового океану.